# Montserrat Vilà
Montserrat Vilà i Planella (Figueras, 1965), es una ecóloga española que estudia principalmente los factores biológicos y ambientales que determinan la presencia y el éxito de las plantas invasoras, así como sus impactos ecológicos y económicos. 

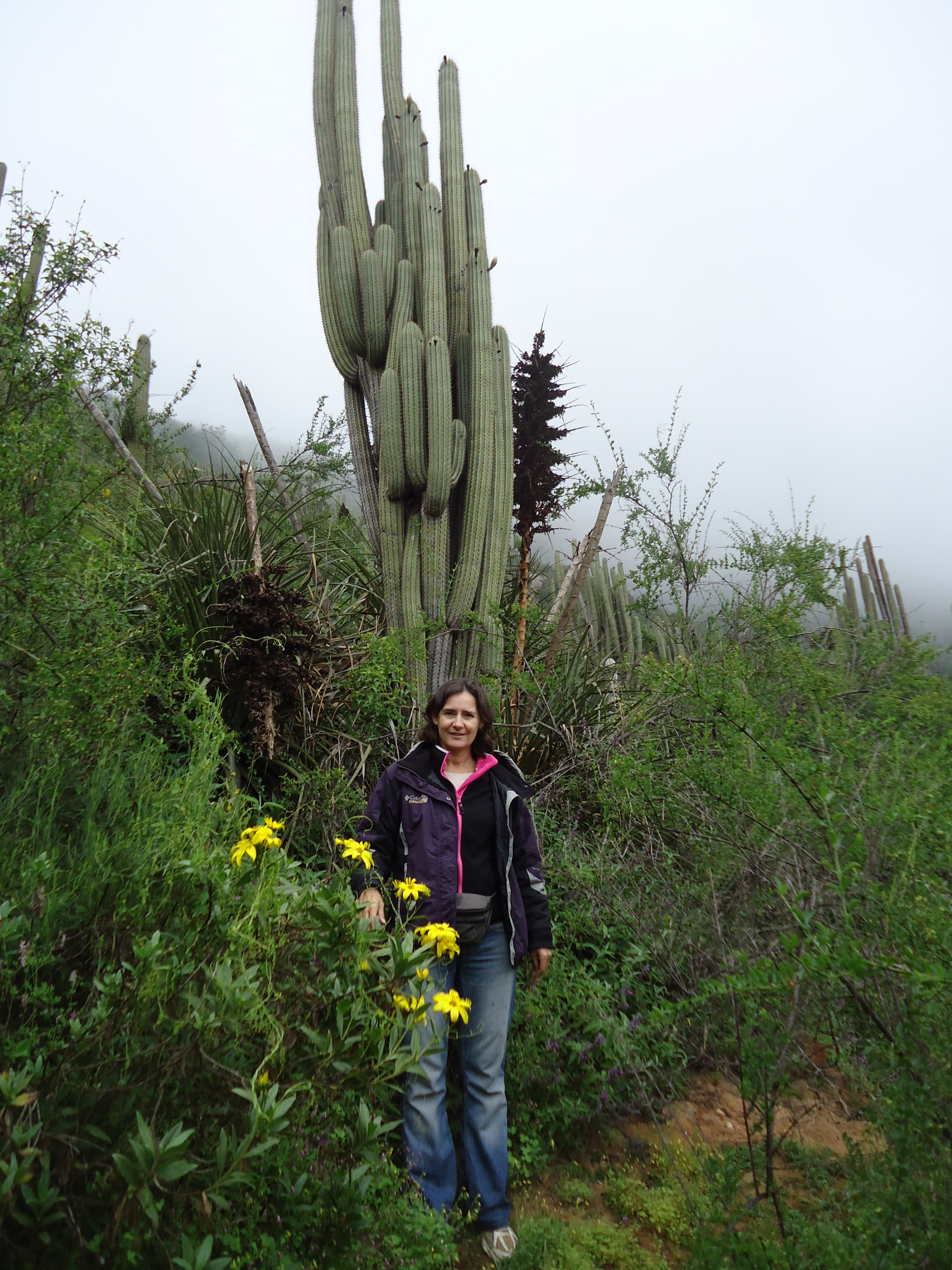
Montserrat Vilà en Chile

## Biografía
Hizo el doctorado en la Universidad Autónoma de Barcelona, bajo la dirección de Jaume Terradas, y presentó la tesis en 1993. Entre 1994 y 1996 trabajó como investigadora posdoctoral en la Universidad de California, Berkeley. Después se reincorporó al Centro de Investigación Ecológica y Aplicaciones forestales (CREAF) como Secretaria Científica y ejerció de profesora de ecología en la UAB, manteniendo una estrecha vinculación con grupos de investigación de la Universidad de California.
En el año 2006 empezó a trabajar a la Estación Biológica de Doñana (EBD-CSIC), donde desde 2010 es profesora de investigación. En la  EBD-CSIC ha sido Vicedirectora de Investigación. Es además profesora asociada de la Universidad de Sevilla y profesora del Programa de Doctorado de la Universidad Pablo de Olavide. Ha sido profesora visitante de la Universidad de Montana (Missoula), Universidad de  Michigan (Ann Arbor), Trinity College (Dublin), Instituto de Tecnología (Sligo) , CABI (Egham) y CSIRO (Camberra).

## Actividad Profesional
Ha liderado estudios pioneros sobre la ecología de las especies exóticas invasoras que le han avalado presidir el European Working Group on Biological Invasions (NEOBIOTA). Su investigación ha proporcionado una visión holística sobre:
1) los factores ecológicos y socioeconómicos que determinan la invasión por especies introducidas.
2) los patrones macro ecológicos de invasión a escala nacional, regional y europea.
3) los impactos de las invasiones biológicas en la biodiversidad, los servicios ambientales y el bienestar humano. 
Con doce tesis doctorales dirigidas, más de doscientos artículos ISI, más de cuarenta capítulos de libro y siete libros coeditados, se encuentra entre el 1% de los investigadores mundiales más influyentes en el área de Ecología/Medio Ambiente (Clarivate Analytics). 
Es miembro del Foro Científico para la Regulación EU sobre Especies Exóticas Invasoras. Ha coordinado el primer listado de plantas con potencial invasor para Europa. Con IUCN ha desarrollado protocolos de análisis de riesgo que prioricen a las especies invasoras en función de los impactos que puedan ocasionar. Actualmente como miembro científico de la Plataforma Intergubernamental sobre Biodiversidad y Servicios de los Ecosistemas (IPBES) participa en la realización de un diagnóstico global sobre los impactos de las invasiones en todos los sectores socioeconómicos.
Ha organizado multitud de congresos y talleres tanto nacionales como internacionales. En España, ha sido miembro de la Comisión de Área de Recursos Naturales del CSIC y ha sido coordinadora del área de Biología Animal, Biología Vegetal y Ecología de la Agencia Nacional de Evaluación y Prospectiva/Agencia Estatal de Investigación (ANEP/AEI). 
A nivel internacional, ha formado parte del panel de evaluación ERC Consolidator Grants en Ecología, Evolución y Biología Ambiental, así como de proyectos ERANET-Biodiversa, la Academia Finlandesa de Ciencias, de instituciones alemanas (ej. DFG, Sino-German Center for Research Promotion), etc. También ha sido miembro del jurado del Premio Margalef en Ecología y de los Premios a la Conservación de la Biodiversidad de la Fundación BBVA. Es editora asociada de las revistas científicas Ecology Letters, Biological Invasions, NEOBIOTA y Bioscience.

## Premios
- 2019 Miembro del Comité Científico Asesor de la Fundación Gadea Ciencia.
- 2020 Distinción en Ecología Luís Balaguer y miembro de honor de la Asociación Española de Ecología Terrestre (AEET).
- 2020 North-South Prize from the Council of Europe to the Mediterranean Experts on Climate and Environmental Change (MedECC) network.
- 2021 Mercer Award de la Ecological Society of America.
- 2021 Miembro numerario de la Real Academia Sevillana de Ciencias.
- 2021 Premio Nacional de Investigación Alejandro Malaspina en el área de Ciencias y Tecnologías de los Recursos Naturales.[3]
- 2023 Miembro Correspondiente de la Real Academia de Ciencias.[4]